# Orbea sacculata
Orbea sacculata är en oleanderväxtart som först beskrevs av Nicholas Edward Brown, och fick sitt nu gällande namn av P.V. Bruyns. Orbea sacculata ingår i släktet Orbea och familjen oleanderväxter. Inga underarter finns listade i Catalogue of Life.